# Альберт-холл
А́льберт-холл (англ. Royal Albert Hall), полное наименование Лондонский королевский зал искусств и наук имени Альберта (англ. Royal Albert Hall of Arts and Sciences) — концертный зал в Лондоне. Считается одной из наиболее престижных концертных площадок в Великобритании и во всём мире. Построен в память принца-консорта Альберта в правление королевы Виктории, его вдовы. Расположен в Южном Кенсингтоне.

## История

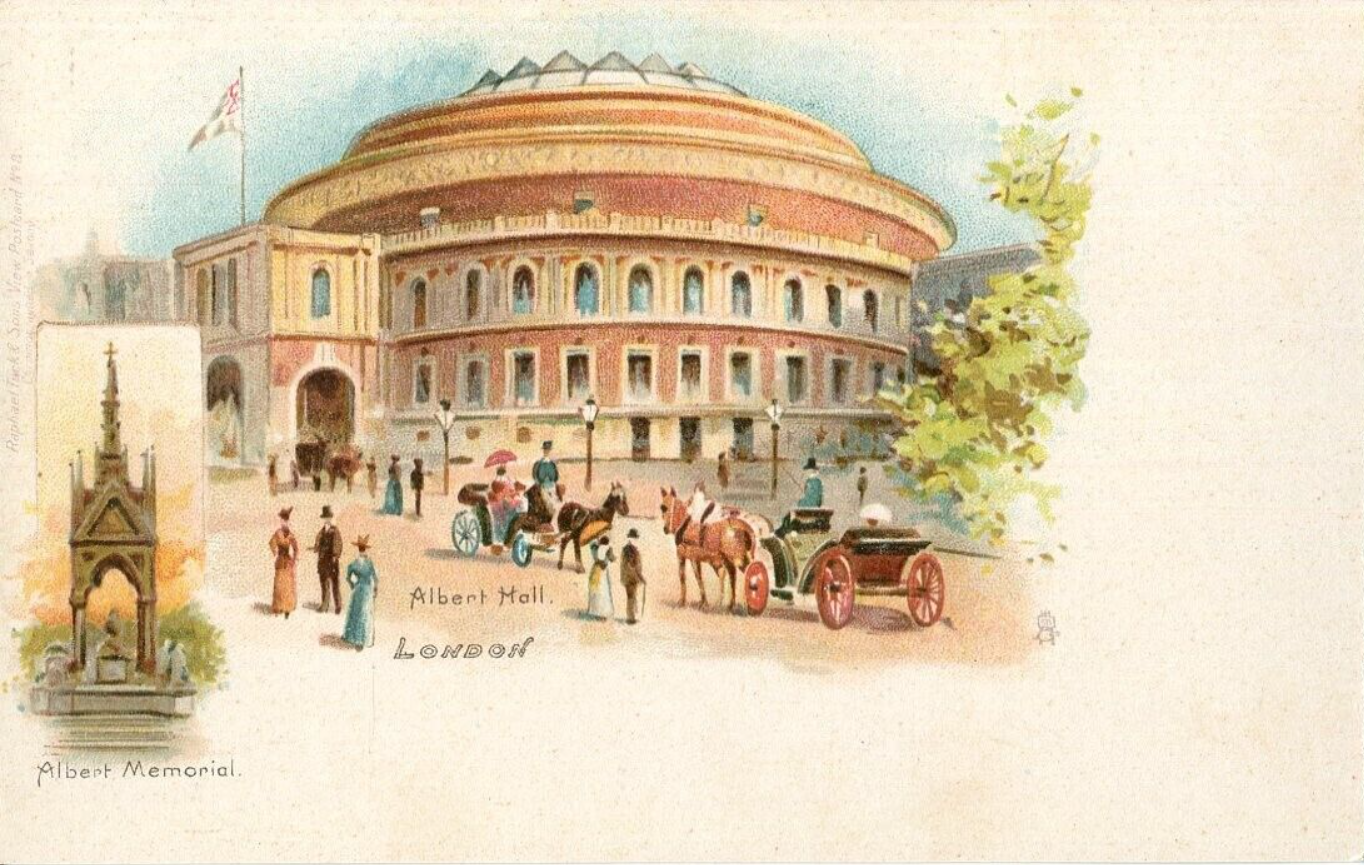
Открытка, 1903

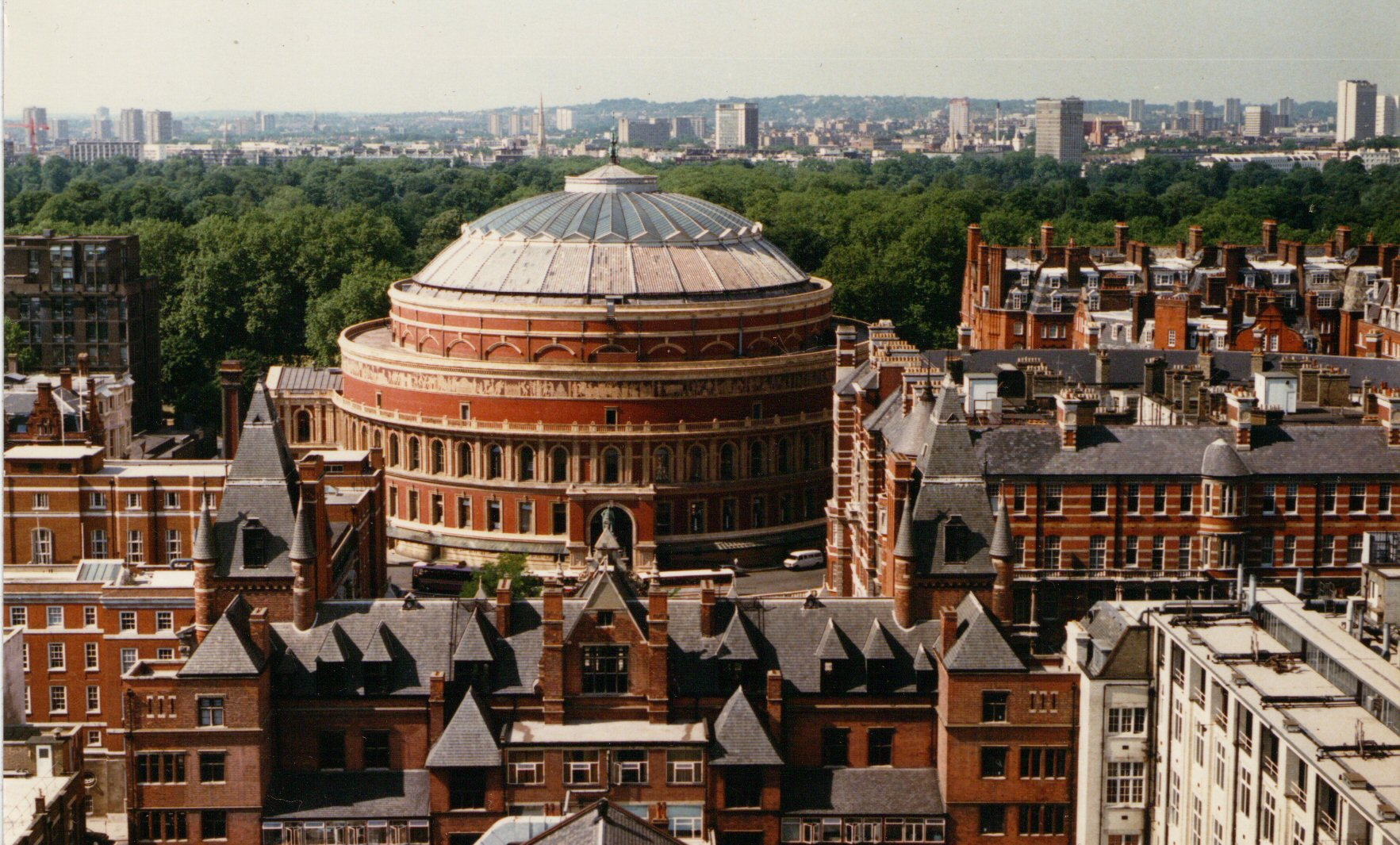
1986 год: вид с южной стороны

В 1851 году при непосредственном участии принца Альберта в Лондоне была организована первая в истории Всемирная выставка. Для размещения экспозиции в Гайд-парке, рядом с тем местом, где сейчас располагается Альберт-холл, был возведён Хрустальный дворец. Вдохновлённый успехом этого мероприятия, Альберт курировал превращение Кенсингтона в музейный городок, Альбертополь, где по его инициативе стали базироваться Королевский колледж музыки и Королевское географическое общество.
После смерти супруга в 1861 году королева задумала увековечить его память возведением Альберт-холла. Церемония открытия концертного зала состоялась 29 марта 1871 года. Так как королева от нахлынувших чувств не могла произнести речь, слова «Королева объявляет этот зал открытым» произнес принц Эдуард.

## Современность
Каждый год в Альберт-холле проходит около 350 мероприятий, включая концерты классической музыки, постановки опер и балетов, церемонии награждений, благотворительные концерты, банкеты.
Каждое лето с 1941 года в Альберт-холле проводится международный музыкальный фестиваль Би-Би-Си Промс (после того как первоначальное место проведения – Куинс-холл – было разрушено германскими бомбардировками в ходе Второй мировой войны).
В послевоенное время в Альберт-холле не раз выступали популярные рок-группы, как, например, The Beatles, Deep Purple, Led Zeppelin и The Who. В 1956 году Альфред Хичкок снял в Альберт-холле кульминационную сцену остросюжетной ленты «Человек, который слишком много знал». Также проводятся торжественные мероприятия с участием студентов Имперского колледжа Лондона. Альберт-холл можно посетить и в порядке туристической экскурсии.

### Концерты
- The Beatles — The Beatles — приняли участие в сборном концерте 15 сентября 1963 года.
- Конкурс песни Евровидение 1968.
- Cream — 26 ноября 1968 года.
- The Jimi Hendrix Experience — 24 февраля 1969 года.
- Deep Purple — 24 сентября 1969 года (Concerto for Group and Orchestra).
- Pink Floyd — 1969 год.
- Led Zeppelin — 9 января 1970 года.
- Soft Machine — 13 августа 1970 года.
- Creedence Clearwater Revival — 1971 год.
- ABBA — закончили свой тур по Европе 1977 года двумя концертами. Билеты на эти концерты были доступны только для заказа через почту, и, как выяснилось позже, почта получила более трёх с половиной миллионов заказов на билеты.
- Dusty Springfield — 3 декабря 1979 года.
- Genesis — выступили 16 ноября 1992 года (We Can’t Dance Tour).
- Марк Алмонд — выпустил впоследствии фильм и альбом Twelve years of tears.
- Music for Montserrat — 15 сентября 1997 года благотворительный концерт, посвященный острову Монтсеррат.
- The Corrs — 1998 год, День святого Патрика.
- Ladysmith Black Mambazo — 22 апреля 1999 года.
- Крис де Бург — декабрь 2000 года.
- The Who — записали DVD и двойной альбом Live at the Royal Albert Hall в 2000 году.
- Робби Уильямс — 10 октября 2001 года выступил с песнями из альбома Swing When You're Winning, включающего песни Ф. Синатры.
- Concert for George (Концерт для Джорджа) 29 ноября 2002 года в память Джорджа Харрисона.
- Дэвид Гилмор — 29, 30 и 31 мая 2006 года, концерт тура Remember That Night. Вышел на одноименном DVD.
- Muse — 12 апреля 2008 года. Концерт в поддержку Teenage Cancer Trust.
- Jeff Beck — 4 июля 2009 года.
- The Killers — июль 2009 года, два концерта, взяты за основу концертного альбома группы, вышли на DVD Live from the Royal Albert Hall.
- Depeche Mode — 17 февраля 2010 года, благотворительный концерт A Concert For Teenage Cancer Trust, билеты на который были проданы за рекордные 4 минуты.
- a-ha — 8 октября 2010 года
- Gorby 80 — 30 марта 2011 года, благотворительная церемония, приуроченная к 80-летию Михаила Сергеевича Горбачёва.
- Adele — 22 сентября 2011 года. Концертный альбом.
- Florence + the Machine — 3 апреля 2012 года. Благотворительный концерт A Concert for Teenage Cancer Trust.
- Марк Нопфлер — 27 мая 2013 года.
- Slowhand at 70 — концерт, посвящённый 70-летнему юбилею Эрика Клэптона, также ставший его юбилейным (200-м) по счёту в Альберт-холле.
- Bring Me the Horizon — 22 апреля 2016 года. Деньги от продажи билетов ушли на благотворительность, а именно на поддержку фонда по борьбе с раком среди молодёжи.
- Valeriya Live Concert In London — 21 октября 2014 года. Концерт российской певицы Валерии, сопровождавшийся акциями протеста из-за поддержки артисткой политики России на Украине и в отношении Европы. Активисты адресовали письмо Крису Коттону, директору Альберт-холла, с просьбой отменить концерт, отметив, что его проведение навредит репутации концертного зала.
- Dua Lipa  — 17 октября 2024 года.
- Валерий Меладзе  — 22 апреля 2025 года.